# Walton-on-Thames

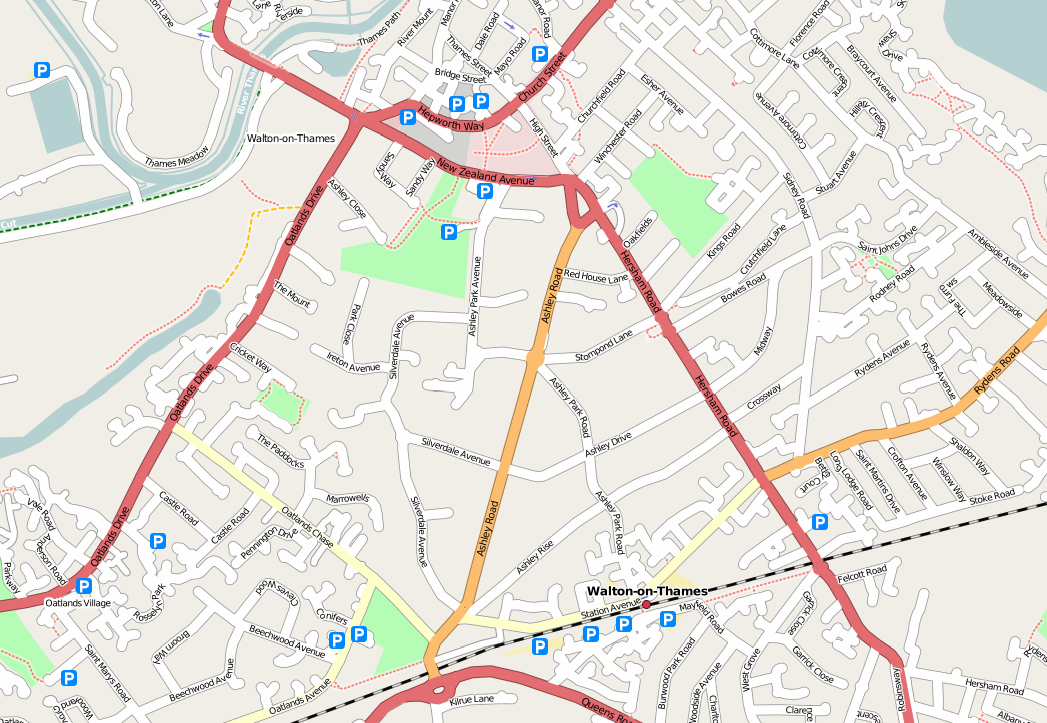
Mapa callejero

Walton-on-Thames es una localidad inglesa del Sudeste de Inglaterra localizada a orillas del río Támesis a la altura del borough de Elmbridge, Surrey. Es un suburbio de las afueras de Londres ubicado a 24,6 km al suroeste de Charing Cross y en los alrededores de Weybridge en la misma dirección y Molesey al nordeste.
Por la ribera se encuentra el Thames Path National Trail entre el muelle de Sunbury y de Shepperton. La localidad incluye los barrios residenciales de Ashley Park y Field Common.
La zona dispone de servicio ferroviario a través de la estación férrea que discurre por la línea Suroeste conectando con London Waterloo Station.
Walton on Thames se divide en cuatro regiones administrativas (Wards).
Su población es de 22.834 habitantes.

## Historia
Walton proviene del anglosajón y es un cognado de la fonética común cuya traducción literal sería "Welsh Town"
Antes de la llegada de los romanos y de los sajones ya se hubo establecido un asentamiento celta. La palabra más frecuente del inglés antiguo para estos fue "Wealas" (extranjero o extraño). Según William Camden, Cayo Julio César vadeó el Támesis por Cowey Stakes y Sale en su segunda invasión a Britania donde fue crucificado Beda El Venerable. Un pescador que pasaba por el lugar se encargó de hacerle bajar de la estaca de madera de cerca dos metros de largo siendo vendida a John Montagu: V Earl de Sandwich y usada para la construcción de un banco de peces por 0,50 guineas. El Museo Elmbridge tiene en el presente muestras de estas estacas que detallan el conflicto acaecido.
A día de hoy la localidad está integrada en el que fuera el distrito anglosajón de Elmbridge (posteriormente condado de Surrey).
La villa es mencionada en el libro Domesday de 1086: Waletona. El asentamiento estuvo regido bajo un sistema feudal por Eduardo de Sarisber (Salisbury) y Ricardo de Tonbridge. Según el libro, el territorio tenía seis cosechas, una iglesia (Sta. María), dos molinos valorados en 1 libra esterlina y 5 chelines, una piscifactoría de cinco chelines, catorce campos de arado, cuarenta acres de prados haciendo un total de 28 libras.

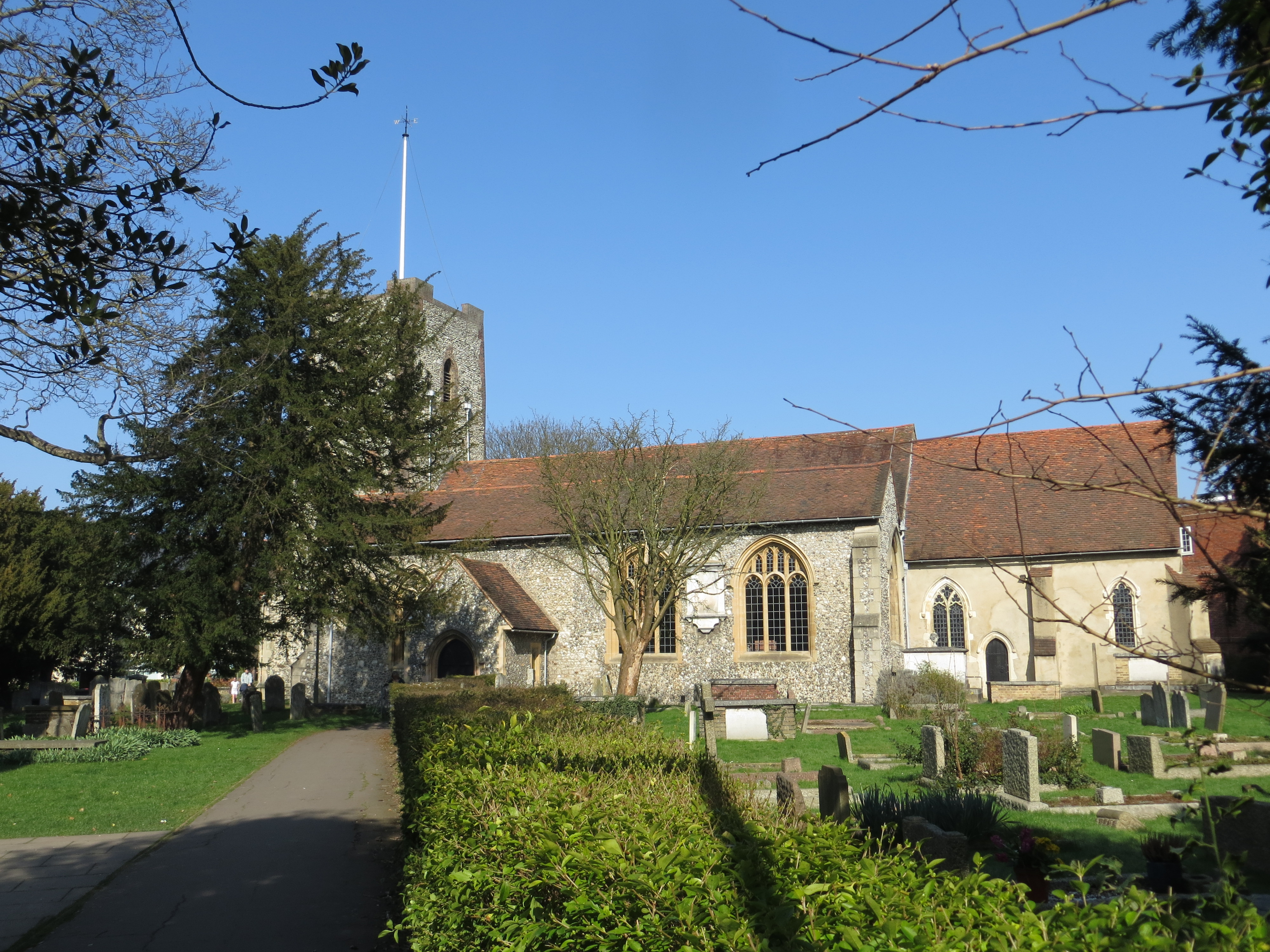
Iglesia Parroquial de Sta. María

El núcleo urbano se encuentra al norte mientras que en el sur iba industrializándose en ambos lados de la estación de tren ocupando medio tramo de la línea Suroeste hacia Walton Heath, Burwood manor y Hersham manor, convertidas en parroquias independientes a partir del siglo XIX. En menor medida la mayor parte de la población de Oatlands continuó formando parte de Walton hasta su independencia.
La Iglesia Parroquial de Sta. María del siglo XII es de arquitectura sajona con algunas remodelaciones. la torre de piedra de la esquina, apoyada por un contrafuerte del siglo XIX, tiene ocho campanas, siendo la más antigua de 1606. En el pasillo norte se erige un monumento de 1755 del periodo del rococó construido por Roubiliac para Richard Boyle, II Vizconde de Shannon y comandante en jefe en Irlanda asentado en Ashley Park, cuya parroquia fue derruida y subdividida en múltiples acres en 1920. En el mismo corredor se encuentra otro monumento a John Selwyn, quien fuere guardián de Oatlands Park. En el lugar se halla también una reliquia inusual, la copia de unas bridas presentadas en la parroquia en el siglo XVII la cual fue mencionada en la novela de Jerome K. Jerome: Tres hombres en un bote. En 1538 fue construido el Palacio Real de Oatlands por orden de Enrique VIII.
En 1878 se fundó el Consejo Escolar. Tiempo atrás existía un centro docente que fue remodelado en 1881. Años después se construiría un colegio infantil. Otras obras llevadas a cabo fueron la Iglesia Metodista y la Bautista en 1887 y 1901 respectivamente.
Durante la I Guerra Mundial se instalaron centros hospitalarios para las tropas neozelandesas (en aquel entonces: dependiente del Imperio Británico) en Mount Felix House, actualmente derruida. En el cementerio se encuentra un memorial en homenaje a los fallecidos.
En cuanto a la II Guerra Mundial, la situación geográfica del país fue un punto estratégico para las Fuerzas Aéreas para las cuales se construyeron factorías aéreas con el fin de combatir a la Luftwaffe.

## Demografía
| Distrito         | Adosados | Semiadosados | Dúplex | Apartamentos | Caravanas Casas móviles | Viviendas compartidas |
| ---------------- | -------- | ------------ | ------ | ------------ | ----------------------- | --------------------- |
| Walton Ambleside | 241      | 840          | 244    | 237          | 1                       | 0                     |
| Walton Central   | 825      | 545          | 429    | 1.257        | 0                       | 7                     |
| Walton North     | 323      | 841          | 884    | 736          | 3                       | 0                     |
| Walton South     | 924      | 585          | 399    | 735          | 0                       | 0                     |

El nivel medio de los edificios en la región en cuanto a adosados era del 28% mientras que los apartamentos llega al 22,60%
| Distrito         | Población | Propietarios | De renta fija (Porcentaje) | De alquiler (Porcentaje) | hectáreas |
| ---------------- | --------- | ------------ | -------------------------- | ------------------------ | --------- |
| Walton Ambleside | 4.291     | 1.563        | 26%                        | 44%                      | 145       |
| Walton Central   | 6.790     | 3.063        | 33%                        | 34%                      | 190       |
| Walton North     | 6.511     | 2.787        | 21%                        | 41%                      | 455       |
| Walton South     | 6.545     | 2.643        | 37%                        | 41%                      | 176       |

La proporción de propietarios de inmuebles de renta fija es del 35,10%. En cuanto a los que residen de alquiler alcanza un 32,50 por ciento

## Economía
La zona de High Street con el centro de la ciudad recibe el nombre de "Corazón de Walton". Tal sobrenombre viene dado por la reindustrialización. Esta área fue construida en los años 60, sin embargo entró en declive por su mal mantenimiento. Para revitalizar la zona se levantaron varios comercios y ciudades dormitorios, jardines privados y avenidas.
En la parte principal del centro, de uso peatonal se encuentran pequeños comercios de marca como Next, Waterstone's, HMV y River Island entre otras. La librería pública también se halla en el lugar. Más adelante se abrieron otros centros como joyerías y supermercados.